# 比蒙 (加来海峡省)
比蒙（法語：Bimont，法語發音：[bimɔ̃]）是法国上法蘭西大區加来海峡省的一个市镇，属于蒙特勒伊区。

## 地理
比蒙（50°32'32"N, 1°54'12"E）面积6.81 平方千米，位于法国上法蘭西大區加来海峡省，该省份为法国北部沿海省份，西北濒北海，南至索姆省，东临北部省。
与比蒙接壤的市镇（或旧市镇、城区）包括：于克利耶、马南冈、普勒尔、基朗、圣米歇尔苏布瓦、克朗勒。

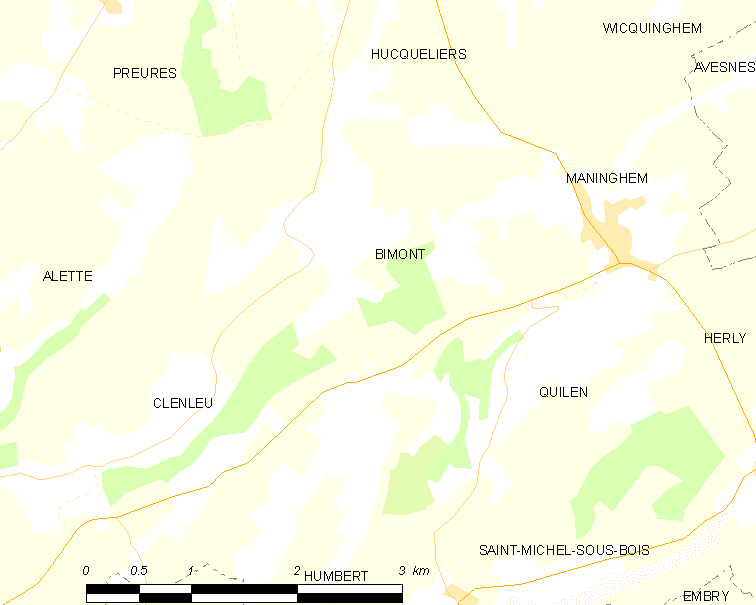
的OSM定位图

比蒙的时区为UTC+01:00、UTC+02:00（夏令时）。

## 行政
比蒙的邮政编码为62650，INSEE市镇编码为62134。

## 政治
比蒙所属的省级选区为兰布尔县。

## 人口

1962-2008年间人口变化图示

比蒙于2022年1月1日时的人口数量为103人。